# Capannelle
Capannelle är Roms adertonde zon och har beteckningen Z. XVIII. Zonen är uppkallad efter två små bondgårdar vid Via Appia. Zonen Capannelle bildades år 1961.

## Kyrkobyggnader
- San Giovanni Battista all'Osteria del Curato
- Madonna del Buon Consiglio al Casale Tor di Mezzavia di Albano
- San Raimondo Nonnato

## Institutioner
- Museo Archeologico "Giuseppe Vitale"
- Ippodromo delle Capannelle

## Övrigt
- Osteria del Curato
- Casale Tor di Mezzavia di Albano
- Area archeologica dell'antica Via Castrimeniense
- Villa di Via Lucrezia Romana
- Villa dei Sette Bassi

## Kommunikationer
Tunnelbanestationer Linje A 
- Cinecittà
- Anagnina